# Chinto
Chinto (镇东, Chintō, combatente do oriente) é um kata praticado em vários estilos de caratê. Sua origem remonta a Oquinaua e aos estilos Tomari-te e Shuri-te, e tem como característica precípua a ligeireza. É praticado por vários estilos e escolas.

## História
Quando Sokon Matsumura era o encarregado pela guarda real, aconteceu de naufragar nas costas de Oquinaua um chinês mestre de chuan fa, de nome Annan[a]. O referido começou a causar problemas, furtando bens dos moradores locais. Matsumura, por causa de suas habilidades, foi enviado para resolver o problema e, eventualmente, enfretou o chinês, mas a luta não pendia para nenhum dos lados.
Com o impasse, Matsumura resolveu contemporizar e pediu que Annan lhe ensinasse suas técnicas e, em troca, Matsumura o ajudaria a voltar para a China. Matsumura passou seis anos estudando com Annan e, findo este período, ele retorna para sua terra natal. Depois disso, o mestre de Oquinaua, no fito de preservar todos os conhecimentos recebidos pelo mestre chinês, compila um kata cognominado de Chinto, ou lutador do leste, combatente do oriente, até como forma de o homenagear.
Esta versão, contudo, não está isenta de questionamentos, haja vista que o exercício Chentou ou Chuto seria uma técnica de chuan fa.

### Genealogia
Tomari-te
Shuri-te
Shorin-ryu
Shotokan
Shito-ryu
Chito-ryu
Isshin-ryu
Shindo jinen ryu
Gensei-ryu
Wado-ryu

## Características
O kata é composto por técnicas avançadas, apenas, muitos dos movimentos são sequências longas e intrincadas. É muito dinâmico e emprega uma grande quantidade de posições que exigem muita velocidade, equilíbrio e coordenação, tendo ainda muitos movimentos circulares. Suas aplicações práticas são inúmeras a se configurar um kata bastante adaptável.

## Variações
Há três versões principais do kata Chinto, cuja diferença mor entre uma e outra é o embusen: uma da linhagem dos mestres Sokon Matsumura e Anko Itosu — deslocamento linear único —, uma de Kosaku Matsumora — deslocamento linear reto e lateral — e outra de Chotoku Kyan — deslocamento oblíquo.

### Gankaku
Quando Gichin Funakoshi formou o estilo Shotokan, alterou o nome para Gankaku (岩鶴, garça sobre uma rocha), pois o kata possui moimentos na base da garça, ou tsuruashi dashi, porém as mudanças não se limitaram ao nome e foram bem mais profundas, com contribuições de Yoshitaka Funakoshi. Esta variante foi compilada a partir da do mestre Kosaku Matsumora, do estilo Tomari-te. Porém, como seu embusen se desenrola próximo a uma linha reta, vê-se aí a influência do estilo Shuri-te. Por outro lado, as transições nas base tsuruashi dashi exigem mais do equilíbrio, resgatando os atributos acrobáticos e de fluidez.

#### Gankaku sho
No começo do século XXI, o mestre Hirokazu Kanazawa fez uma variante mais tradicional e passou a desenvolver a forma nomeada de Gankaku sho (岩鶴小), baseada na vetusta Tomari no chinto (泊の镇东)e introduzida na entindade chefiada por ele (SKIF).
Ainda segundo Kanazawa, a forma achega-se bastante àquela tradicional do estilo Tomari-te e aquela introduzida por Funakoshi é uma adaptação do original Gankaku sho. Continua, dizendo ser a principal razão para tal medida existirem muitas bases não corriqueiras nos outros kata do estilo, como iaigoshi dashi, shiko dashi e hachiji dashi, muitas mudanças de base a proporcionar a movimentação do tanden e técnicas de kaisho waza.